# Benespera
Benespera is een plaats (freguesia) in de Portugese gemeente Guarda en telt 346 inwoners (2001).